# Teritoria
 (avril 2021).
L'article doit être relu — et modifié si nécessaire — par des contributeurs indépendants pour apporter un regard critique aux contributions effectuées en violation des conditions d'utilisation de Wikipédia, tant sur la forme (notamment concernant le style encyclopédique, la proportionnalité) que sur le fond (la neutralité de point de vue, la qualité et l'indépendance des sources).
 (avril 2021).
 (janvier 2014).
Teritoria, auparavant dénommé Châteaux & Hôtels Collection jusqu'en 2017 puis Les Collectionneurs jusqu'en 2023, est un groupe français créé en 1975 et opérant dans l'hôtellerie et la restauration, en France et en Europe.
Première chaine volontaire à mission, Teritoria regroupe 430 hôtels et restaurants en Europe, principalement en France et en Italie.
Présidé par Alain Ducasse depuis 1999, le groupe appartient à Xavier Alberti, entrepreneur français, qui l'a repris au Groupe Ducasse en 2018.
Teritoria est une filiale du groupe Majorian, plate-forme de services dans l'hotellerie et la restauration indépendantes.

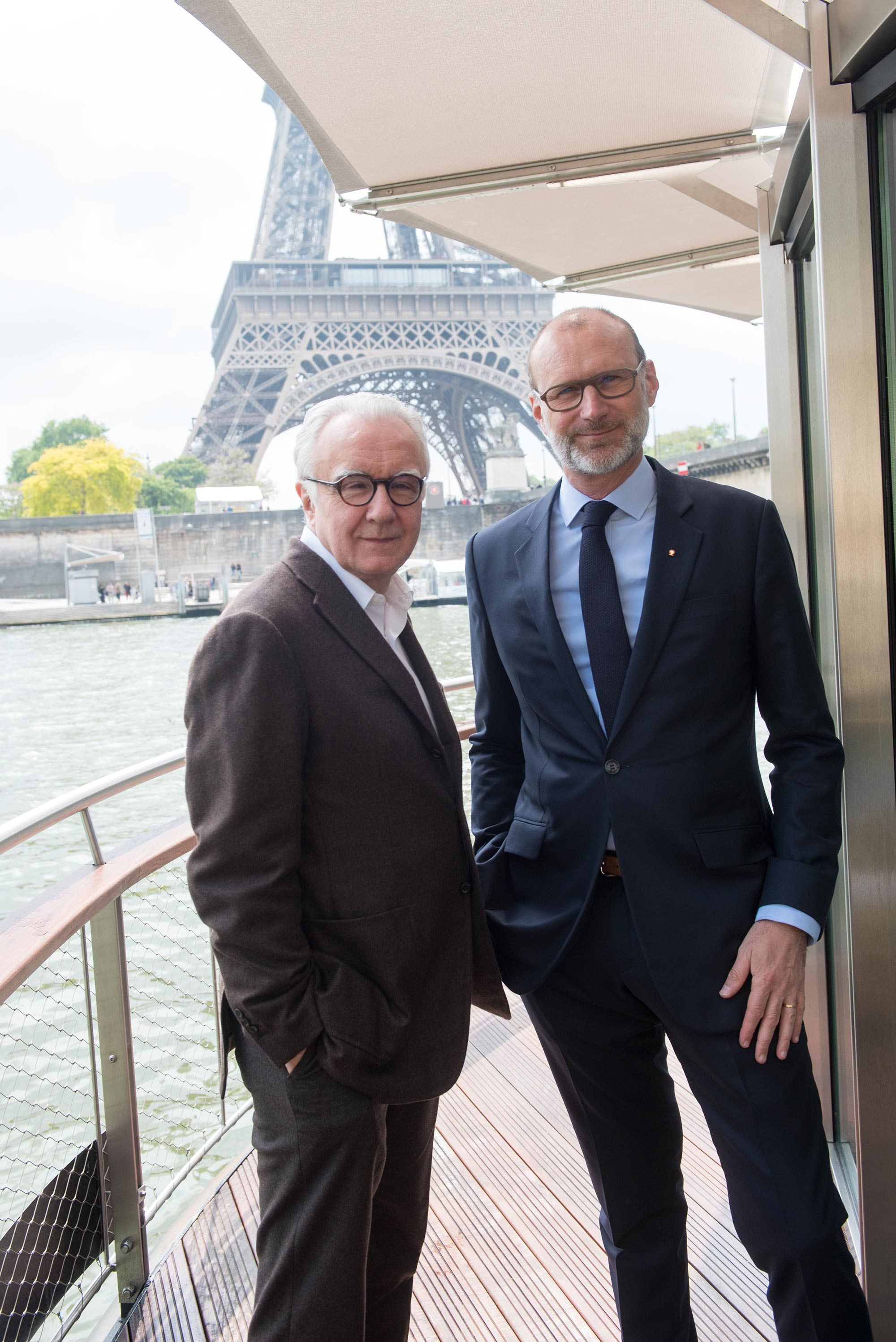
Alain Ducasse et Xavier Alberti

## Historique
L’association Châteaux & Hôtels Indépendants est créée en 1975 pour fédérer les hôteliers qui ne se reconnaissent pas dans la fusion des chaînes Relais de Campagne, Relais Gourmands et Châteaux-Hôtels. En 1998, Alain Ducasse et Laurent Plantier rachètent Châteaux & Hôtels Indépendants (474 adhérents) qui est renommée Châteaux et Hôtels de France.
En 2005, Châteaux et Hôtels de France édite son premier Carnet Gourmand, guide destiné aux amateurs de la table. En 2007, le groupe intègre son premier établissement italien. En 2008, Châteaux & Hôtels de France devient Châteaux & Hôtels Collection, puis est habilitée par le Ministère délégué au Tourisme à décerner à ses établissements le label Qualité Tourisme.
En 2011, Châteaux & Hôtels Collection fusionne avec le réseau de boutique-hôtels européen Exclusive Hotels. L'année suivante, le groupe lance le consumer magazine CHC Le Mag et Signatures, un livre réunissant les plus belles adresses de son réseau.
En 2014, le capital de la société s'ouvre à ses membres. En 2016, Châteaux & Hôtels Collection scelle une alliance stratégique avec le réseau d'hôtels allemands Romantik Hotels & Restaurants, puis signe le premier partenariat mondial entre un réseau hôtelier et Airbnb,. En novembre 2017, Châteaux & Hôtels Collection change de nom pour devenir les Collectionneurs, la première communauté qui réunit restaurateurs, hôteliers et voyageurs.
En juin 2018, le groupe Ducasse Paris annonce un projet de cession du groupe Les Collectionneurs à XA Holding, société d'investissement contrôlée par Xavier Alberti., une opération réalisée le mois suivant par le rachat de 70% des actions par Xavier Alberti. En 2019, Carole Pourchet devient directrice générale du groupe.
En 2023, la chaine change de nouveau de nom et devient Teritoria, première chaine volontaire à mission qui impose à ses membres le calcul et la réduction de leur empreinte carbone ainsi qu'une labelisation sociale en faveur de leurs salariés.

## Réseau
Teritoria compte parmi ses membres des établissements de l'hospitalité et de la gastronomie françaises et italiennes, notamment d'Alain Ducasse, de Georges Blanc, de Nadia Sammut ou de Massimo Spigaroli.